# 松本悠里
松本 悠里（まつもと ゆり、9月19日 - ）は、元宝塚歌劇団専科の女役。元劇団特別顧問。
神奈川県鎌倉市、松蔭女子学院出身。身長159cm。愛称は「ミエコ」。

## 来歴
1956年、宝塚音楽学校入学。
1957年、宝塚歌劇団に44期生として入団。入団時の成績は23番。雪組公演「春の踊り」で初舞台。
1959年3月18日付で雪組に配属。雪組時代は芝居・ショーともに出演したが、1974年に舞踊専科へ異動後は、日舞一筋となる。
1979年、鳳蘭退団公演となる星組「白夜わが愛」出演時には、自身久々となる台詞のある芝居物に挑戦。以降も何作か芝居に出演し、1982年、松あきら退団公演となる花組「夜明けの序曲」で演じたモルガンお雪は自身最大の当たり役となり、1999年の再演でも同役を演じた。
1989年、戦後に入団した生徒としては初となる劇団理事に就任。
2014年には宝塚歌劇創立100周年を記念して創設された「宝塚歌劇の殿堂」で、劇団の発展に貢献した100人の内の1人に、現役生徒として唯一選出される。
2019年6月1日付で、30年間務めた理事を退任し、劇団特別顧問に就任。
その後も和物レビューには欠かせない存在として各組に特別出演を続けてきたが、2021年1月3日、月組「WELCOME TO TAKARAZUKA／ピガール狂騒曲」東京公演千秋楽をもって、宝塚歌劇団を退団。入団64年目、現役生としては最も長いキャリアを誇る生徒の卒業となった。

## 人物
神奈川県鎌倉市に生まれ。3姉妹の次女。3歳より兵庫県神戸市で育つ。5歳より日本舞踊の松本流御殿舞を習い、中学生のとき名取となる。春日野八千代の姿に憧れて1956年に宝塚歌劇団への入団を志し、神戸松蔭女学院高校卒業後、宝塚音楽学校に入学した。
憧れの存在であった春日野とは、初めて相手役で踊った『花小袖』（1980年花組）以来、記念式典や舞踊会で共に舞踊を披露する機会が多かった。2004年の宝塚歌劇団90周年記念式典では春日野および轟悠と祝舞「飛翔無限」を、春日野没後の2013年に行われた宝塚音楽学校100周年式典では星組の娘役たちと祝舞「百年（ももとせ）の道」をそれぞれ披露していた。松本流を基礎としたが、宝塚入団後に藤間流、花柳流、山村流などの指導も受けていることから、自身の舞踊を「宝塚流」と自称していた。
1998年、宝塚歌劇団から文化庁長官表彰を受け、2000年には兵庫県文化賞、2001年には「永年の宝塚・日本舞踊への貢献」を理由として、春日野と共に菊田一夫演劇賞特別賞を受賞。2012年の秋の叙勲では旭日小綬章を受章した。
長年に亘り、日本舞踊の名手として円熟した技芸で活躍し、海外公演への出演は9回と、最多記録を持つ。中でも、1989年のニューヨーク公演で演じた「雪しまき」の場面は絶賛を浴びた。

## 宝塚歌劇団時代の主な舞台

### 初舞台
- 1957年3 - 4月、雪組『春の踊り』（宝塚大劇場のみ）[6][4]

### 雪組時代
- 1962年1月、『火の島』『絢爛たる休日』 - オーソン夫人（宝塚大劇場）
- 1963年6月、『夏』『青春のバカンス』（宝塚大劇場）
- 1964年6 - 8月、花組『洛陽に花散れど』『天使が見ている』（宝塚大劇場）
- 1965年1 - 2月、『楊妃と梅妃』『港に浮いた青いトランク』（宝塚大劇場）
- 1965年8月、特別『花の巴里-宝塚』（宝塚大劇場） - 芸者
- 1965年9 - 10月、パリ公演『宝塚おどり絵巻』『世界への招待』（アルハンブラ劇場）[17][4][11][2][3][8]
- 1966年3月、『藍と白と紅』『あゝそは彼の人か』（宝塚大劇場）
- 1966年4 - 5月、『南蛮屏風』『春風とバイオリン』（宝塚大劇場）
- 1966年10月、『紫式部』 - 中宮・彰子『ラブ・ラブ・ラブ』（宝塚大劇場）
- 1967年3月、『忘れじの歌』『タカラジェンヌに乾杯!』（宝塚大劇場）
- 1967年4 - 5月、『おてもやん』『世界はひとつ』（宝塚大劇場）
- 1967年7月、『紫式部』 - 中宮・彰子『ラブ・ラブ・ラブ』（東京宝塚劇場）
- 1967年9 - 11月、『花のオランダ坂』『シャンゴ』
- 1968年3月、『藤花の宴』『シャンゴ』（宝塚大劇場）
- 1968年3 - 4月、『火の島』『ラブ・ラブ・ラブ』（全国ツアー）
- 1968年6 - 7月、『トリスタンとイゾルデ』 - アイルランド王妃『愛と夢とパーティ』（宝塚大劇場）
- 1968年9月、『トリスタンとイゾルデ』 - アイルランド王妃『シャンゴ』（東京宝塚劇場）
- 1968年12月、『一寸法師』『タカラヅカ'68』（宝塚大劇場のみ）
- 1969年2 - 4月、『祭』『ハムレット』
- 1969年5 - 7月、『回転木馬』（宝塚大劇場）
- 1969年10月、『能登の恋歌』『ラブ・パレード』（宝塚大劇場）
- 1970年1月、『いろはにほへと』『ラブ・パレード』（新宿コマ劇場）
- 1970年3 - 4月、『タカラヅカEXPO'70』（宝塚大劇場）
- 1970年8月、『四季の踊り絵巻』『ハロー!タカラヅカ』（東京宝塚劇場）
- 1970年10月、『雪女』『パレアナの微笑み』 - 新人公演：家政婦ナンシー（本役：三鷹恵子）（宝塚大劇場）
- 1970年11月、『春ふたたび』『ハロー!タカラヅカ』（全国ツアー）
- 1971年1 - 3月、『紅梅白梅』『シンガーズ・シンガー』
- 1971年4 - 5月、『ペーター一世の青春』『ジョイ!』（宝塚大劇場）
- 1971年8月、『ペーターの青春』『ノバ・ボサ・ノバ』（東京宝塚劇場）
- 1972年3 - 4月、『かぐら』『ザ・フラワー』（宝塚大劇場）
- 1972年6月、『星のふる街』『ジューン・ブライド』（宝塚大劇場）
- 1972年8月、雪組・星組『かぐら』『ザ・フラワー』（東京宝塚劇場）
- 1972年10月、『落葉のしらべ』『ノバ・ボサ・ノバ』（宝塚大劇場）
- 1973年1 - 3月、花組『宝塚名曲選』『パレード・タカラヅカ』
- 1973年6 - 7月、『竹』『カンテ・グランデ』（宝塚大劇場）
- 1973年11 - 12月、『たけくらべ』『ラブ・ラバー』（宝塚大劇場）
- 1974年1月、『竹』『ラブ・ラバー』（新宿コマ劇場）
- 1974年2 - 3月、『花聟くらべ』『ロマン・ロマンチック』（宝塚大劇場）

### 専科時代
- 1975年3 - 7月、月組『春の宝塚踊り』
- 1975年9 - 1976年1月、第3回ヨーロッパ公演『ザ・タカラヅカ』[17][4][11][3][8]
- 1976年5 - 6月、星組『ザ・タカラヅカ』（全国ツアー）
- 1976年6 - 9月、雪組『星影の人』 - 染香
- 1977年4 - 5月、雪組『星影の人』（福岡市民会館のみ） - 染香
- 1977年8 - 12月、花組『宝舞抄』
- 1978年3 - 5月、月組『祭りファンタジー』（宝塚大劇場のみ）
- 1978年10 - 11月、中南米公演『ザ・タカラヅカ』[17][4][11][3][8]
- 1979年2 - 3月、月組『日本の恋詩』（宝塚大劇場のみ）
- 1979年5 - 8月、星組『白夜わが愛』 - 芸者君香[6]
- 1980年5 - 8月、花組『花小袖』 - お国[10]
- 1981年2月、花組『花小袖』（中日劇場） - お国
- 1981年3 - 5月、花組『宝塚春の踊り -花の子供風土記-』（宝塚大劇場のみ）
- 1981年8 - 11月、星組『海鳴りにもののふの詩が』 - お甲
- 1982年3 - 5月、花組『春の踊り -花と夢と愛と-』（宝塚大劇場のみ）
- 1982年8 - 12月、花組『夜明けの序曲』 - ユキ・モルガン[6][2]
- 1984年1 - 2月、星組『祝いまんだら』（宝塚大劇場）
- 1984年4月、星組『春の踊り-祝いまんだら-』（東京宝塚劇場）
- 1984年8 - 12月、花組『ラ・ラ・フローラ』
- 1985年6月、第5回ハワイ公演『ジャパン・ファンタジー』『ドリーム・オブ・タカラヅカ』（ホノルルNBCホール）[17][3][8]
- 1986年3 - 7月、星組『レビュー交響楽』 - お涼
- 1987年3 - 7月、雪組『宝塚をどり讃歌』
- 1987年8 - 12月、花組『ザ・レビュースコープ』
- 1988年9 - 11月、花組『宝塚をどり讃歌'88』（宝塚大劇場のみ）
- 1989年3 - 5月、星組『春の踊り -恋の花歌舞伎-』（宝塚大劇場）
- 1989年7月、星組『恋の花歌舞伎』（東京宝塚劇場）
- 1989年10月、ニューヨーク公演『TAKARAZUKA』（ラジオシティ・ミュージックホール）[17][4][11][3]
- 1991年2 - 6月、雪組『花幻抄』
- 1992年2 - 6月、花組『白扇花集』
- 1993年1 - 4月、星組『宝寿頌』
- 1993年9 - 10月、月組『花扇抄 -花姿恋錦絵-』（宝塚大劇場のみ）
- 1994年7月、ロンドン公演『花扇抄』（コロシアム劇場）[17]
- 1995年3 - 7月、星組『国境のない地図』 - 伎芸天女
- 1996年1 - 4月、花組『花は花なり』
- 1998年1月、宙組『夢幻宝寿頌』（香港カルチュラルセンター）[17]
- 1999年1 - 5月、花組『夜明けの序曲』 - ユキ・モルガン[6]
- 2000年6 - 7月、ベルリン公演『宝塚 雪・月・花』『サンライズ・タカラヅカ』（フリードリッヒシュタット・パラスト劇場）[17]
- 2001年1 - 2月、月組『いますみれ花咲く』（東京宝塚劇場のみ）
- 2003年4 - 8月、月組『花の宝塚風土記 -春の踊り-』
- 2004年1 - 5月、花組『飛翔無限』
- 2005年5 - 8月、星組『長崎しぐれ坂』 - 花魁／芸者
- 2007年3 - 7月、星組『さくら-妖しいまでに美しいおまえ-』
- 2009年3 - 5月、雪組『風の錦絵』
- 2010年10 - 12月、星組『宝塚花の踊り絵巻-秋の踊り-』
- 2012年11 - 2013年2月、星組『宝塚ジャポニズム〜序破急〜』
- 2013年3 - 4月、星組『宝塚ジャポニズム〜序破急〜』（中日劇場・台北国家戯劇院）
- 2014年3 - 6月、月組『宝塚をどり』[8]
- 2014年7 - 8月、月組『宝塚をどり』（博多座）
- 2016年11 - 2017年2月、花組『雪華抄（せっかしょう）』[9]
- 2018年10 - 12月、宙組『白鷺（しらさぎ）の城（しろ）』 - 葛の葉／富姫／芸妓
- 2020年9 - 2021年1月、月組『WELCOME TO TAKARAZUKA-雪と月と花と-』 退団公演[4][11][2][3][8]

### 出演イベント
- 1990年11月、『松本悠里能楽撰』 主演[10]
- 1996年5月、'96TCAスペシャル『メロディーズ・アンド・メモリーズ』
- 1999年10月、『第二回 松本悠里リサイタル』 主演[18]
- 2000年9月、TCAスペシャル2000『KING OF REVUE』
- 2008年12月、タカラヅカスペシャル2008『La Festa!』

## 受賞歴
- 1976年、『宝塚歌劇団年度賞』 - 1975年度舞踊賞[19]
- 1979年、『宝塚歌劇団年度賞』 - 1978年度舞踊賞[20]
- 1980年、『宝塚歌劇団年度賞』 - 1979年度秀逸賞[20]
- 1981年、『宝塚歌劇団年度賞』 - 1980年度舞踊賞[21]
- 1998年、『文化庁長官表彰』[10][2][8]
- 1999年、『阪急すみれ会パンジー賞』 - 特別賞[22]
- 2000年、『兵庫県文化賞』[10][8]
- 2001年、第26回『菊田一夫演劇賞』 - 特別賞[10][8]
- 2012年、『旭日小綬章』[3][8]
- 2021年、『宝塚歌劇団年度賞』 - 2020年度特別賞[23]